# Point Est
Le Soleil ne se lève généralement pas exactement à l'Est : en astrologie, si l'Ascendant est le point d'intersection vers l'Est entre l'écliptique (trajectoire apparente du Soleil dans l'année) et l'horizon, le point cardinal Est est un autre point significatif du thème astral.

## Interprétation astrologique
Alors que l'Ascendant est censé exposer l'individu aux regards extérieurs (il relèverait de son comportement), le Point Est est dit correspondre aux motivations inconscientes (à ne pas confondre avec le signe solaire, qui correspondrait à la volonté consciente).
L'astrologue britannique C.E.O. Carter donne comme exemple la reine Élisabeth II, qui avait le Point Est conjoint à Mars, dominant en maison X, et à Jupiter.

## Données cosmographiques
Le Point Est est l'une des deux intersections du plan de l'horizon avec un grand cercle appelé par Dom Néroman orthovertical ou premier vertical. Ce dernier, qui est perpendiculaire à la fois à l'horizon et au méridien local, est sur le plan orienté Est-Ouest passant par la verticale du lieu (si l'on opère une rotation de 90° autour de la ligne Est-Ouest, le plan de l'horizon vient prendre la place du plan de l'orthovertical, et réciproquement).
Le point cardinal Ouest est le point opposé sur le cercle de l'horizon au point cardinal Est. Dans la journée qui suit le moment pour lequel un thème astral est dressé, la ligne d'horizon (ou ligne Ascendant-Descendant) pivote autour de la ligne point cardinal Est de l'horizon-point cardinal Ouest de l'horizon. Ces deux lignes ne sont confondues que lorsque le degré zéro du signe du Bélier (ou point vernal) passe à l'Ascendant ou au Descendant.

## Détermination pratique du Point Est
On pourrait considérer que pour déterminer le Point Est il suffit de reporter directement du côté Est depuis le Milieu du Ciel un angle de 90 degrés (degrés de longitude comptés directement sur l'écliptique) avec au besoin un simple compas. Mais il est plus juste d'ajouter du temps sidéral (un angle mesuré en heures et minutes), et non plus des degrés de longitude comptés sur l'écliptique : pour déterminer le Point Est, on ajoute au temps sidéral pour le thème astral considéré (ascension droite du Milieu du Ciel) 6 heures d'ascension droite, puis on convertit l'ascension droite finale en degrés de longitude écliptique : « la latitude [écliptique] n'entre pas en ligne de compte, n'importe quelle table de maisons peut servir ».